# Маллинахон
Маллинахон (англ. Mullinahone; ирл. Muileann na hUamhan) — деревня в Ирландии, находится в графстве Южный Типперэри (провинция Манстер).

## Демография
Население — 372 человека (по переписи 2006 года). В 2002 году население составляло 348 человек.
Данные переписи 2006 года:
| Общие демографические показатели |               |                               |                               |      |      |
| Всё население                    | Всё население | Изменения населения 2002—2006 | Изменения населения 2002—2006 | 2006 | 2006 |
| 2002                             | 2006          | чел.                          | %                             | муж. | жен. |
| 348                              | 372           | 24                            | 6,9                           | 189  | 183  |